# Квасівська сільська рада (Берегівський район)
| Квасівська сільська рада — колишній орган місцевого самоврядування у Берегівському районі Закарпатської області з адміністративним центром у с. Квасово. Сільській раді були підпорядковані населені пункти: - с. Квасово |

## Склад ради
Рада складалася з 16 депутатів та голови.

## Керівний склад сільської ради
| ПІБ                       | Основні відомості                                                             | Дата обрання | Дата звільнення |
| ------------------------- | ----------------------------------------------------------------------------- | ------------ | --------------- |
| Губаль Василь Миколайович | Сільський голова, 1959 року народження, освіта, безпартійний                  | 26.03.2006   | 31.10.2010      |
| Губаль Василь Миколайович | Сільський голова, 1959 року народження, освіта середня загальна, безпартійний | 31.10.2010   |                 |

Примітка: таблиця складена за даними джерела

## Населення
За переписом населення України 2001 року в селі мешкало 898 осіб.

### Мова
Розподіл населення за рідною мовою за даними перепису 2001 року:
| Мова       | Відсоток |
| ---------- | -------- |
| українська | 93,10 %  |
| угорська   | 5,67 %   |
| російська  | 1,22 %   |